# Enrique VII del Sacro Imperio Romano Germánico

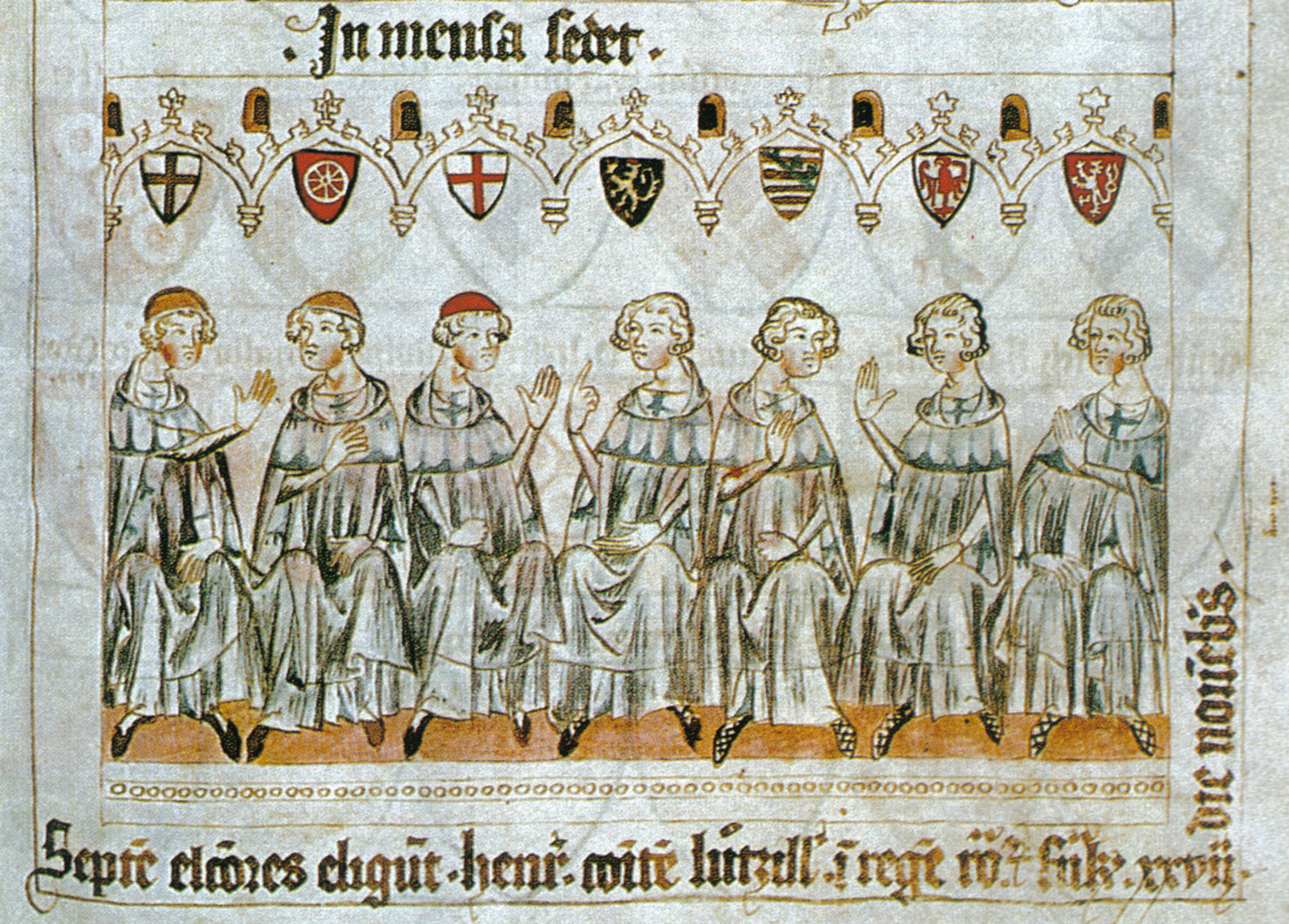
Los siete príncipes electores eligen a Enrique VII.

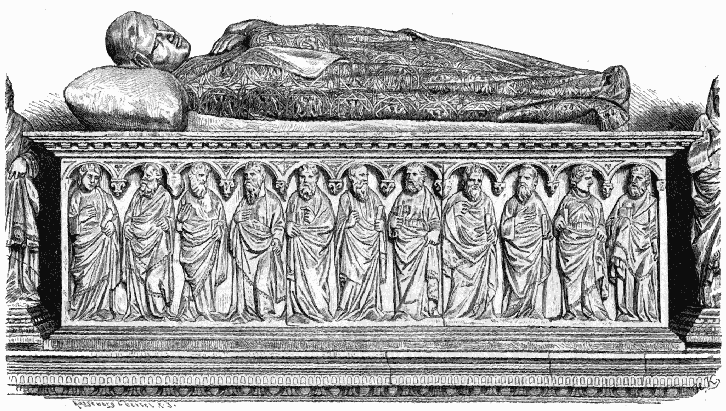
Tumba de Enrique VII en la catedral (Duomo) de Pisa.

Enrique VII (Heinrich, en alemán; Enrico, en italiano) (12 de julio de 1275-Buonconvento, Siena, 24 de agosto de 1313), miembro de la Casa de Luxemburgo. Fue conde de Luxemburgo, Emperador del Sacro Imperio Romano Germánico desde 1308 hasta 1313 y rey de romanos a partir de 1308.

## Biografía
Era hijo del Conde Enrique VI de Luxemburgo y de Beatriz de Avesnes. En 1292 casó con Margarita de Brabante, hija de Juan I duque de Brabante y de Limburgo. De esta unión nació Juan en 1296, llamado el Ciego (futuro conde Juan I de Luxemburgo), quien fue designado Rey de Bohemia en 1310. En 1308, Enrique fue elegido Rey de romanos y  coronado como Emperador en Roma el 29 de junio de aquel año, título que había estado vacante desde la muerte de Federico II.
Se enfrentó al expansionismo de Francia y trató sin éxito de recuperar la influencia que había perdido el título imperial, especialmente en Italia, donde destacó el enfrentamiento que mantuvo con el papa Clemente V, la ciudad de Florencia y el rey Roberto de Nápoles. Enrique VII murió cerca de Siena en 1313 de camino a una campaña de castigo contra el rey Roberto de Nápoles, al que había acusado de deslealtad.
Enrique es el famoso alto Arrigo en el Paraíso de la Divina Comedia de Dante, donde se le enseña al poeta el puesto de honor que espera a Enrique en el cielo. Dante también alude a él en numerosas ocasiones en el Purgatorio, refiriéndose a él como el salvador que devolverá el gobierno imperial a Italia y terminará con el inapropiado control temporal de la iglesia. Sin embargo, el éxito de Enrique VII en Italia no duró, y tras su muerte, las tropas antiimperiales recuperaron el dominio de la península.
Tras su muerte, los rivales Luis de Wittelsbach y Federico el Hermoso, de la Casa de Habsburgo, se disputaron la corona. La disputa finalizó con la batalla de Mühldorf, el 28 de septiembre de 1322, en la que Luis resultó victorioso.

## Descendientes
Del matrimonio de Enrique VII con Margarita de Brabante nacieron:
- Juan I de Bohemia (1296-1346)
- María de Luxemburgo (1304-1324), esposa del rey Carlos IV de Francia
- Beatriz de Luxemburgo (1305–1319), esposa del rey Carlos Roberto de Hungría.

## Sucesión
| Predecesor: Enrique VI               | Conde de Luxemburgo 1288-1313                          | Sucesor: Juan I                               |
| Predecesor: Alberto I                | Rey de romanos 1308-1312                               | Sucesor: Luis IV contra Federico de Habsburgo |
| Predecesor: Federico II Hohenstaufen | Emperador del Sacro Imperio Romano Germánico 1312-1313 | Sucesor: Luis IV                              |

- Datos: Q152717
- Multimedia: Henry VII, Holy Roman Emperor / Q152717